# Salomonska dinastija
Salomonska dinastija je povijesna dinastija Etiopije, koja tvrdi da svoje podrijetlo vuče od starozavjetnih kralja Salomona i Kraljice od Sabe, i njihova sina Menelika I., koji je bio utemeljitelj salomonske dinastije.
Salomonska dinastija se ponovno uspela na carsko prijestolje 1270. (etiopska 1262.) kada je Jekuno Amlak svrgnuo posljednjeg vladara dinastije Zagaj. Jekuno Amlak tvrdio je da izravno po muškoj liniji potječe od stare aksumitske kraljevske kuće,  koju je dinastija Zagaj svrgnula s prijestolja. Odtada je salomonska dinastija utvrda Etiopske pravoslavne tevahedo Crkve, s kojom je bila i ostala u čvrstom savezu.
Menelik II., i njegova kći Zauditu, bili su posljednji etiopski vladari koji su mogli tvrditi da po neprekinutoj direktnoj muškoj liniji vuku podrijetlo od kralja Salomona i kraljice od Sabe (naime carevi Lij Ejasu i Haile Selasije su sliijednici po ženskoj liniji, Lij Ejasu preko majke Ševarega Menelik, a Haile Selasije preko svoje bake -Tenagnevork Sahle Selasije). 
Slijednici potomaka Menelika po muškoj liniji, još uvijek postoje (preko potomaka Menelikova rođaka Taje Gulilata), ali su gurnuti u stranu zbog Menelikove osobne netrpeljivosti za ovu granu obitelji.
Salomonska dinastija je vladala Etiopijom uz nekoliko prekida sve do 1974., kada je posljednji car Haile Selasije svrgnut. Nakon revolucionarnih zbivanja 1974., članovi carske obitelji su zatvoreni, ili izgnani iz zemlje. Ženski dio obitelji su lideri Derga oslobodili 1989., a muške 1990. Nakon pada režima Derg u 1991., mnogi članovi carske obitelji vratili su se iz izgnastva u Etiopiju.

## Carski grb
Carski grb je ustanovio tek Haile Selasije.  Grb prikazuje carsko prijestolje, flankiran s dva anđela sa svake strane, jedan drži mač i vagu, a drugi carsko žezlo. Tron je ukrašen kršćanskim križem, davidovom zvijezdom i islamskim polumjesecom (simbolizirajući tako sve tri etiopske tradicije). Grb je obrubljen crvenim plaštem, na vrhu je carska kruna, a pred tronom je lav simbol Judizma. 